# Couvent des Ursulines de Tonnerre
Pour les articles homonymes, voir Couvent des Ursulines.
Le couvent des Ursulines de Tonnerre est un ancien couvent, construit au XVIe siècle, situé à Tonnerre, dans le département de l'Yonne et la région Bourgogne-Franche-Comté.
Le bâtiment est situé aux numéros 10-14 de la rue Pasteur et sur la place Edmond-Jacob à Tonnerre. Ce couvent est la propriété de la commune.

## Historique
Le couvent est fondé par le comte Charles-Henri de Tonnerre, à la demande des échevins de Tonnerre en 1627, car la ville n'avait pas suffisamment de religieuses enseignantes pour l’éducation des jeunes filles. Le traité mentionne que les religieuses doivent venir de Châtillon-sur-Seine avec leur dot et pension et faire construire à leurs frais leur église et leur couvent. Ces charges sont très lourdes et leur situation pécuniaire devient très difficile à partir de 1665 car le comte de Tonnerre réclame des indemnités et des droits sur les bâtiments. Des religieuses obtiennent l'autorisation, en 1669, d'aller faire des quêtes à Paris. Elles font des emprunts à plusieurs reprises et reçoivent également des dons de la charité chrétienne. À la Révolution, les ursulines sont dispersées et leurs immeubles conventuels sont confisqués.
En 1805, la congrégation des ursulines est restaurée. En avril 1806, un décret de Napoléon autorise provisoirement l'association religieuse des Dames Ursulines. Elles rachètent petit à petit des bâtiments. Il faut attendre une ordonnance royale d'août 1826 pour l'autorisation définitive de la communauté des religieuses ursulines de Tonnerre.
La congrégation des ursulines de Tonnerre est dissoute par la loi de 1905. Leurs biens sont mis en vente par adjudication. La commune rachète alors une partie des bâtiments conventuels, en fait démolir quelques-uns (dont une tourelle Renaissance) et fait construire à la place des bâtiments neufs.
Le bâtiment fait l'objet d’une inscription partielle au titre des monuments historiques depuis le 6 septembre 1943. Les parties protégées sont les travées d'arcades qui datent du XVIe siècle.

## Description
L'ancien couvent est utilisé actuellement comme lycée et annexe au lycée.
Une grille de fenêtre de l'ancien couvent est exposée au musée municipal de Tonnerre.